# Цихисдзири (Аджария)
Цихисдзири (груз. ციხისძირი) — село на берегу Чёрного моря в Кобулетском муниципалитете Аджарии (Грузия). Расположен в 15 км к северу Батуми и к 8 км к югу от Кобулети. В посёлке имеется морской пляж.
Согласно переписи 2014 года, население села составляет 2472 человека, из них большинство грузины.

## История

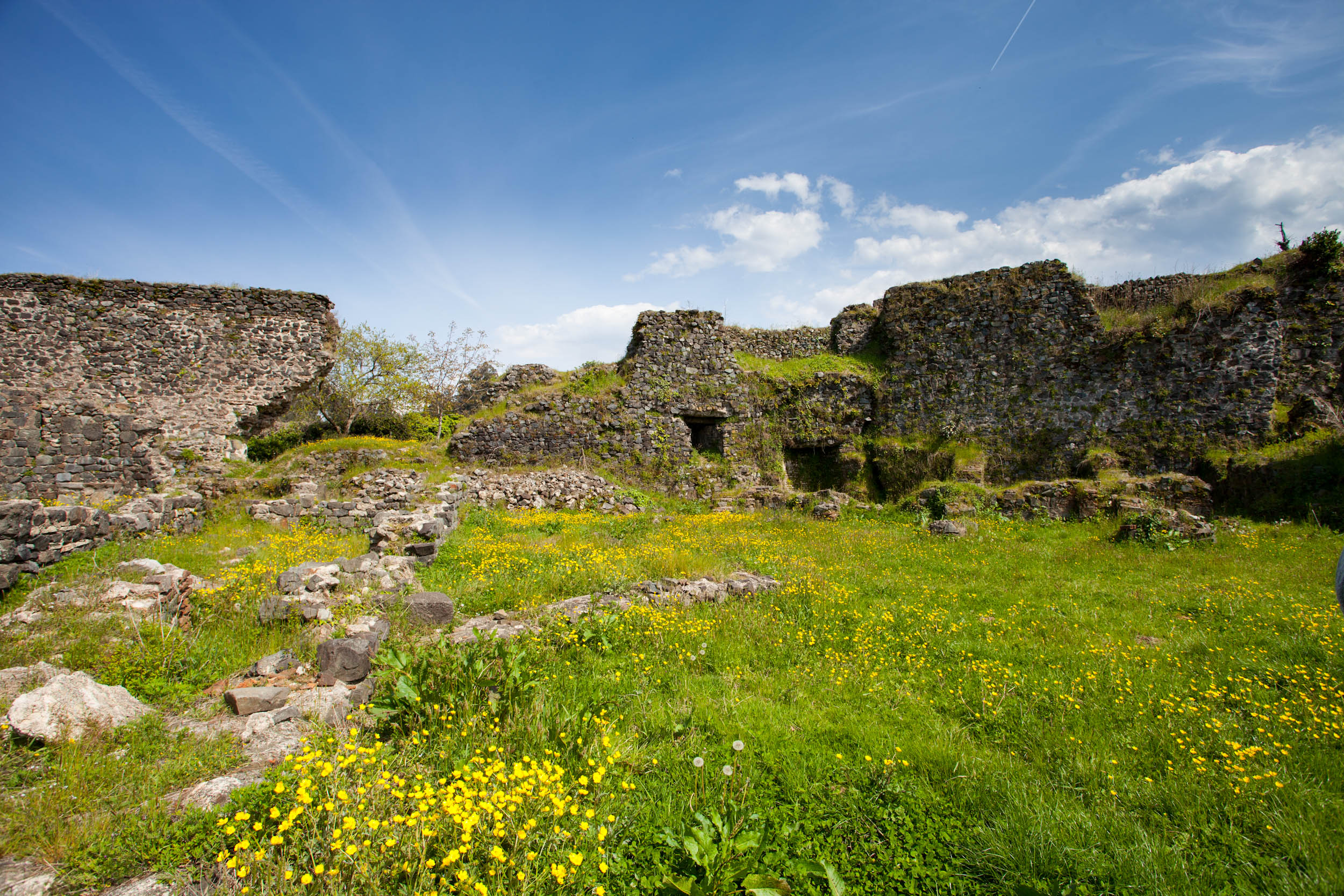
Руины Древней Петры

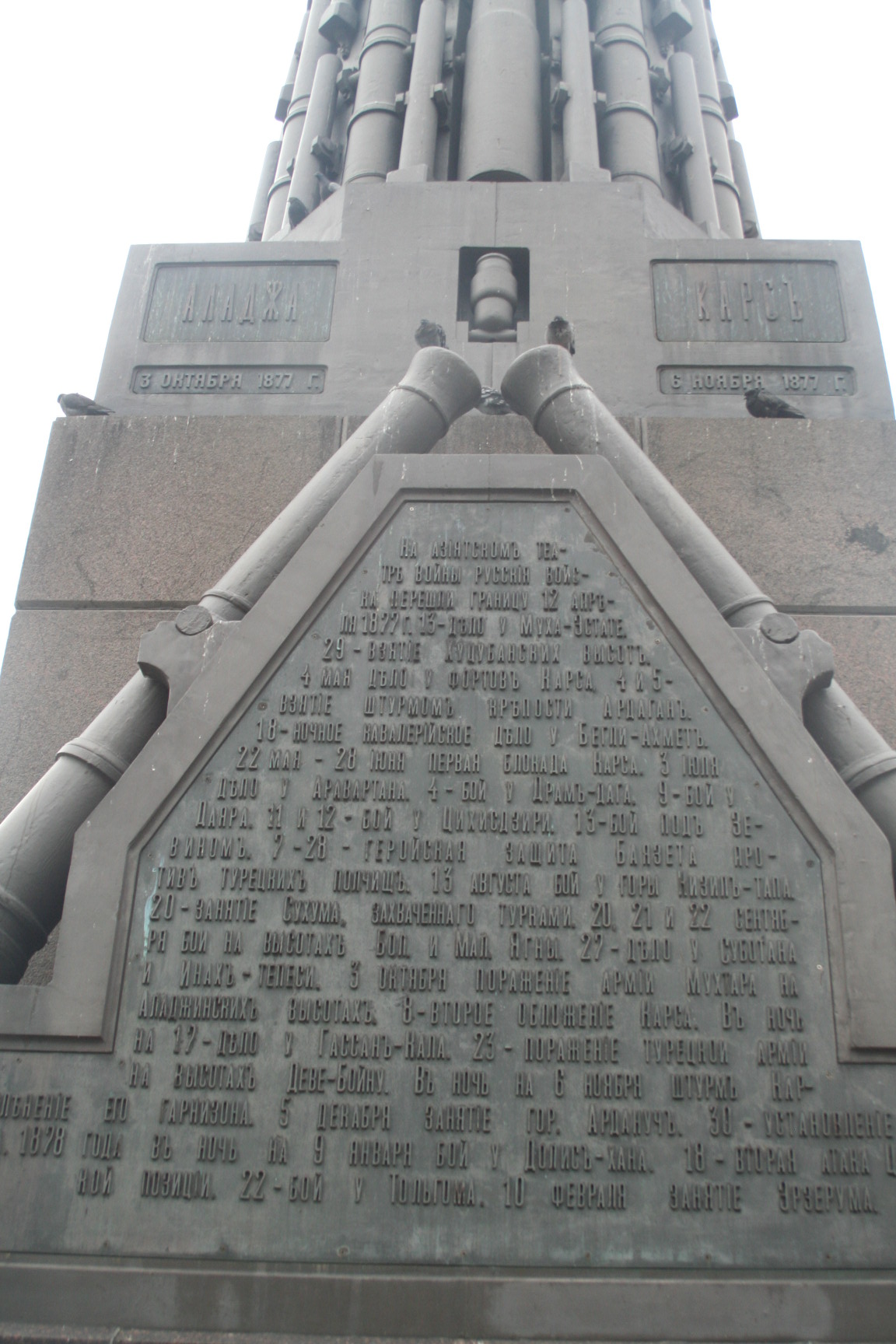
Упоминание Цихисдзири на Колонне Славы в Санкт-Петербурге

В древности здесь проживали лазы. В VI веке византийский император Юстиниан построил здесь «Крепость Петра».
Бой у Цихисдзири 11 и 12 июля 1877 года, а также вторая атака Цихисдзирской позиции 18 января 1878 года упоминается на Колонне Славы в Санкт-Петербурге в связи с русско-турецкой войной 1877 года. После вхождения края в состав России в посёлке была построена дача Скаржинского, впоследствии превращённая в пансионат («Наука», «Сastello Mare»).

## Артефакты
Систематическое археологическое исследование этого места началось в 1962 году и позволило обнаружить несколько слоёв человеческих поселений и различные артефакты, самые ранние из которых относятся к эпохе поздней бронзы. Обнаруженные артефакты включают аттический скифос коринфского типа и лекиты художника Хаймона.

## Архитектура
Крепость Цихисдзири располагалась на двух прибрежных холмах, соединённых между собой двойными стенами. На территории цитадели находятся руины трёхнефной базилики VI века.